# Beli (bongo-bagirmi jezik)
Beli jezik (ISO 639-3: blm; ’beli, behli, beili, jur beli), jezik nilsko-saharske porodice kojim govori 6 600 ljudi (1982 SIL) u južnom Sudanu. Ima tri dijalekta wulu, bahri girinti i sopi (supi; 1 600 govornika). 
Leksički mu je najbliži jur modo [bex], 46%, s kojim pripada podskupini morokodo beli, šira skupina bongo-baka. Latinično pismo.

## Vanjske poveznice
- Ethnologue (14th)
- Ethnologue (15th)